# Comité Paralímpic Tunisià
El Comitè Paralímpic Tunisià és el comitè paralímpic nacional que representa a Tunísia. Esta organització és la responsable de les activitats esportives paralímpiques al país i el representa davant del Comitè Paralímpic Internacional.